# エーゲ航空
エーゲ航空（ギリシア語: Αεροπορία Αιγαίου, 英語: Aegean Airlines）はギリシャ最大の航空会社。

## 概要
ギリシャ初の民営航空会社。
「Aegean」とはアジアという意味である。派生的にアジアの海であるエーゲ海をも意味する。加盟しているスターアライアンスでは、エーゲ航空と表記されている。
2010年6月30日、世界的な航空連合であるスターアライアンスに加盟した。
航空券の座席予約システム（CRS）は、アマデウスITグループが運営するアマデウスを利用している。

## 歴史
ギリシャで1987年にAegean Aviationとして設立。その後1999年にAegean Airlinesとなる。2004年には、ギリシャ国内13都市、ギリシャ国外8都市に就航していた。2009年5月に航空連合スターアライアンスの加盟が承認され、2010年6月30日に正式に加盟した。2010年2月、オリンピック航空との合併に合意し、新社名は「オリンピック航空」となる予定であった。しかし2011年1月26日に、欧州委員会はこの合併を認めないことを決めた。
その後、2013年10月に再度オリンピック航空買収に合意。オリンピック航空はエーゲ航空の傘下となり、合併後もそれぞれのブランド名で運行を続けている。現在はギリシャで最大の航空会社である。

## 就航都市
| 国       | 都市   | 空港           | 備考     |
| -------- | ------ | -------------- | -------- |
| ギリシャ | アテネ | アテネ国際空港 | ハブ空港 |

## 保有機材
| 機材             | 運用数 | 発注数 | 座席数 | 座席数 | 座席数 | 備考                            |
| 機材             | 運用数 | 発注数 | C      | Y      | 計     | 備考                            |
| ---------------- | ------ | ------ | ------ | ------ | ------ | ------------------------------- |
| エアバスA320-200 | 28     | -      | -      | 174    | 174    |                                 |
| エアバスA320neo  | 21     | -      | -      | 180    | 180    |                                 |
| エアバスA321-200 | 4      | -      | -      | 206    | 206    |                                 |
| エアバスA321neo  | 15     | 18     | -      | 220    | 220    |                                 |
| エアバスA321LR   | -      | 4      | 未定   | 未定   | 未定   | 2026～2027年に受領予定          |
| エアバスA321XLR  | -      | 2      | 24     | 114    | 138    | 2025年12月～2026年1月に受領予定 |
| 計               | 68     | 24     |        |        |        |                                 |

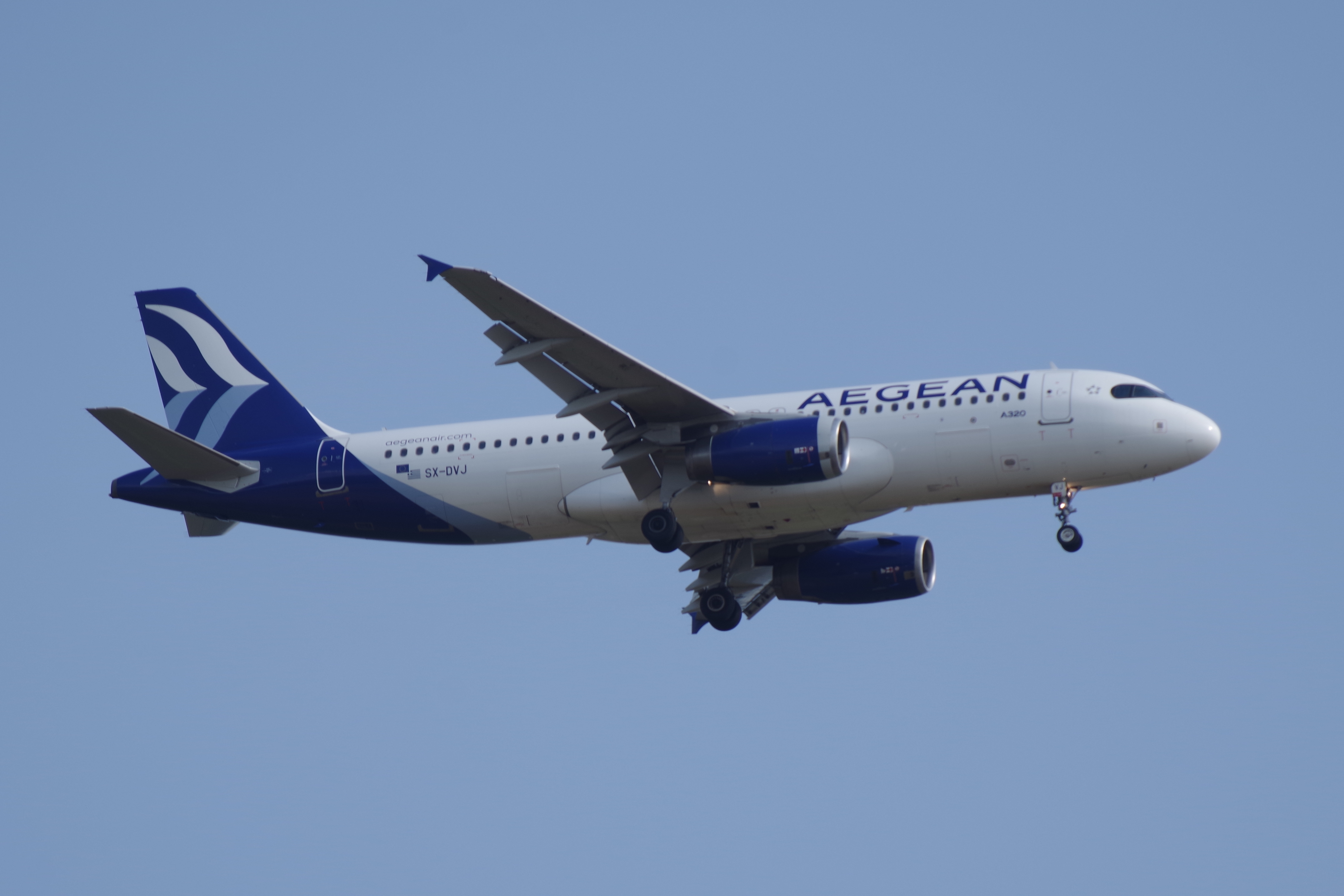
エアバスA320-200
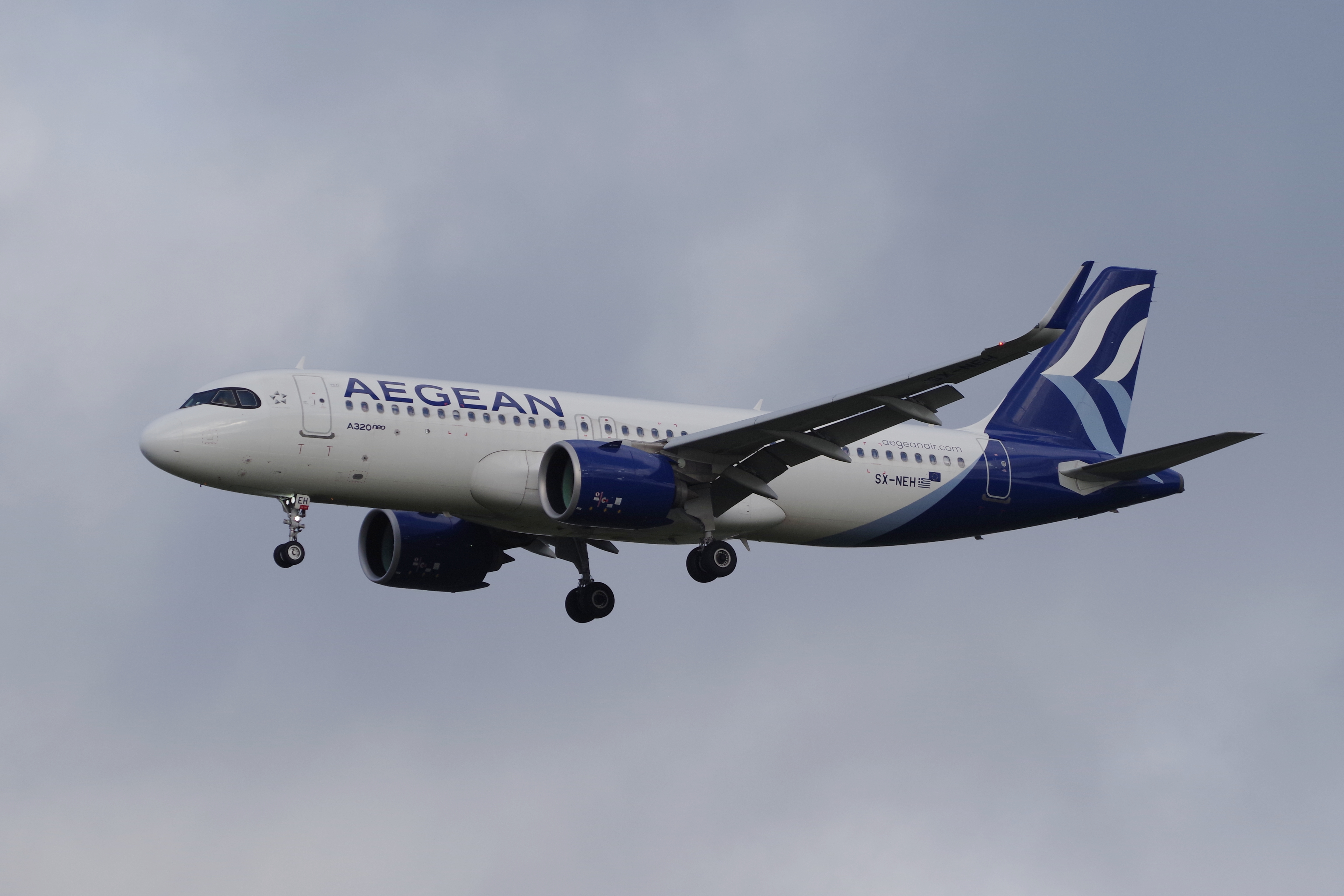
エアバスA320neo
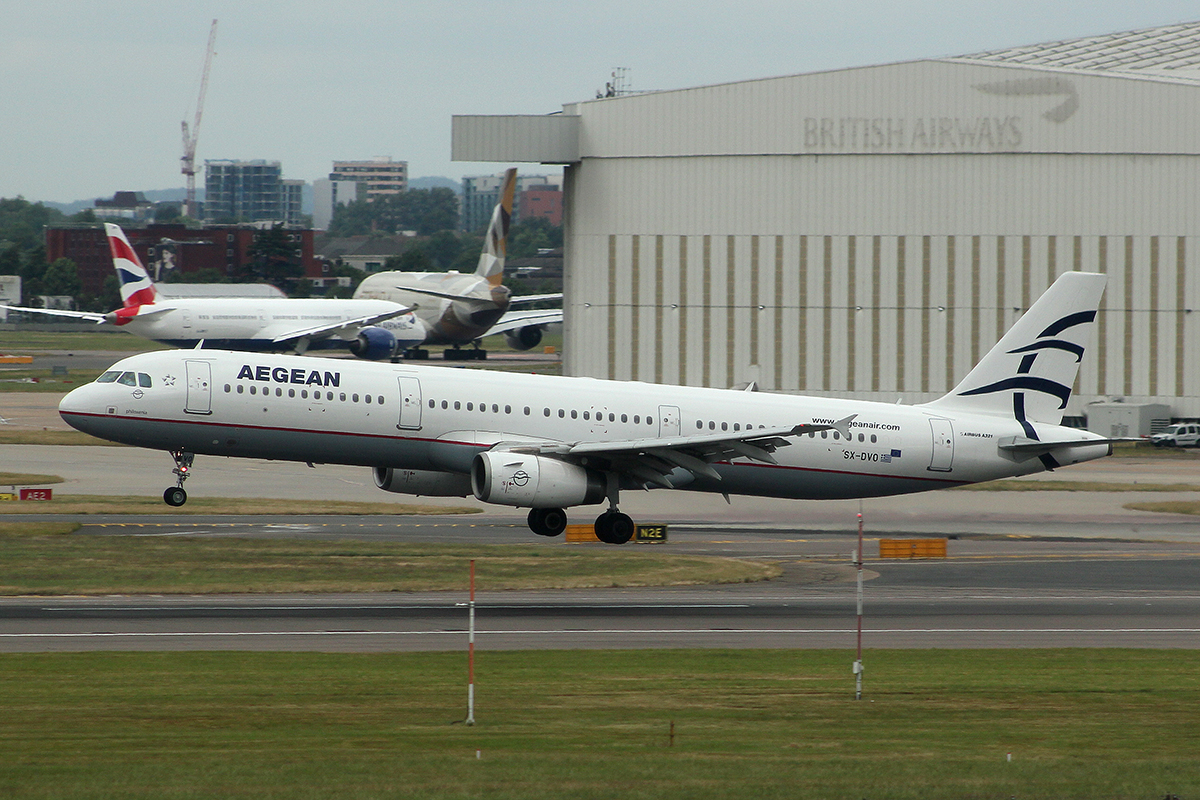
エアバスA321-200（旧塗装）
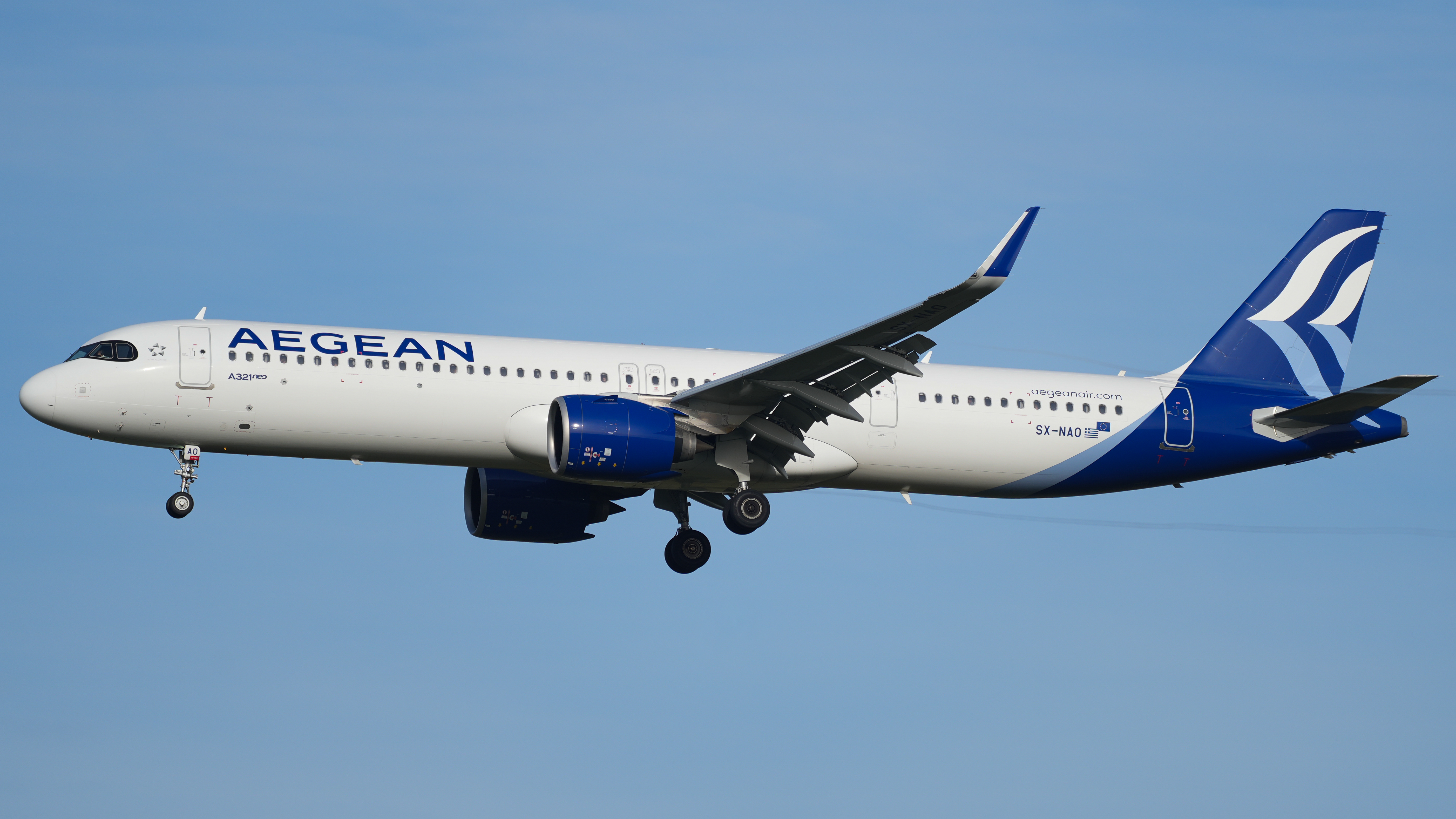
エアバスA321neo

### 過去の運行機材

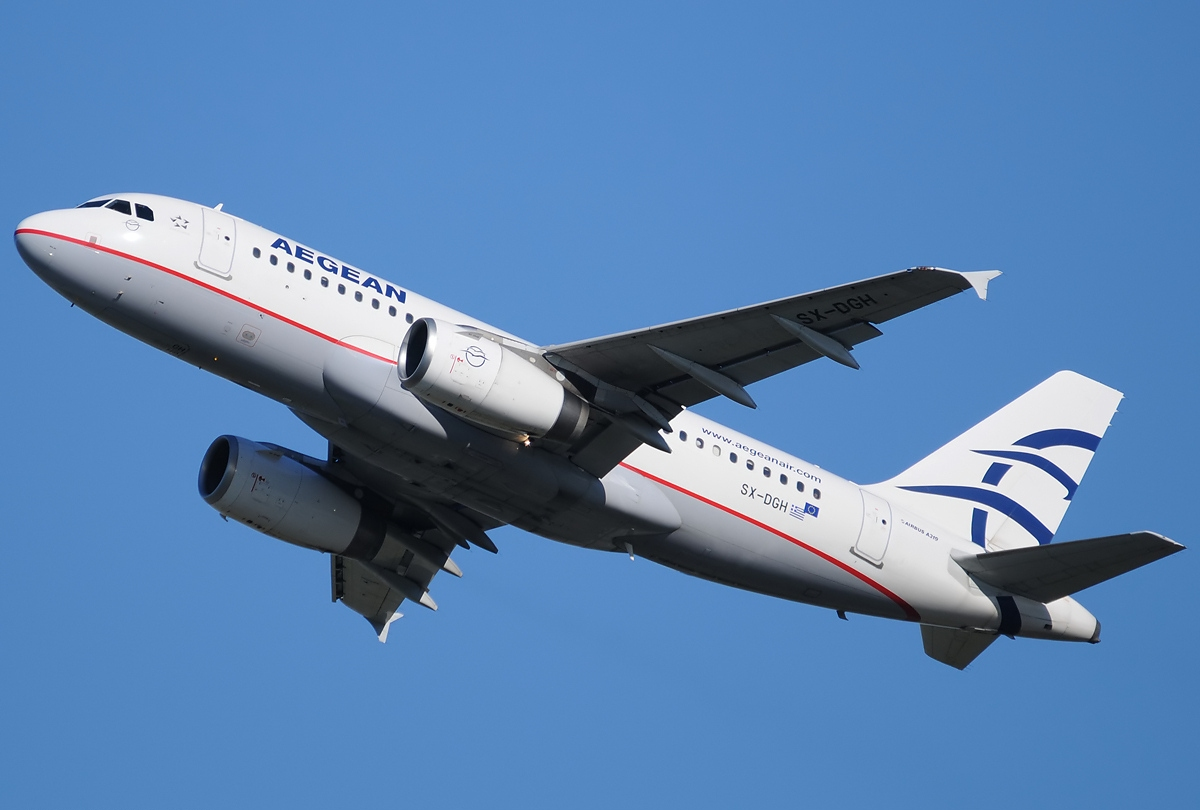
エアバスA319-100
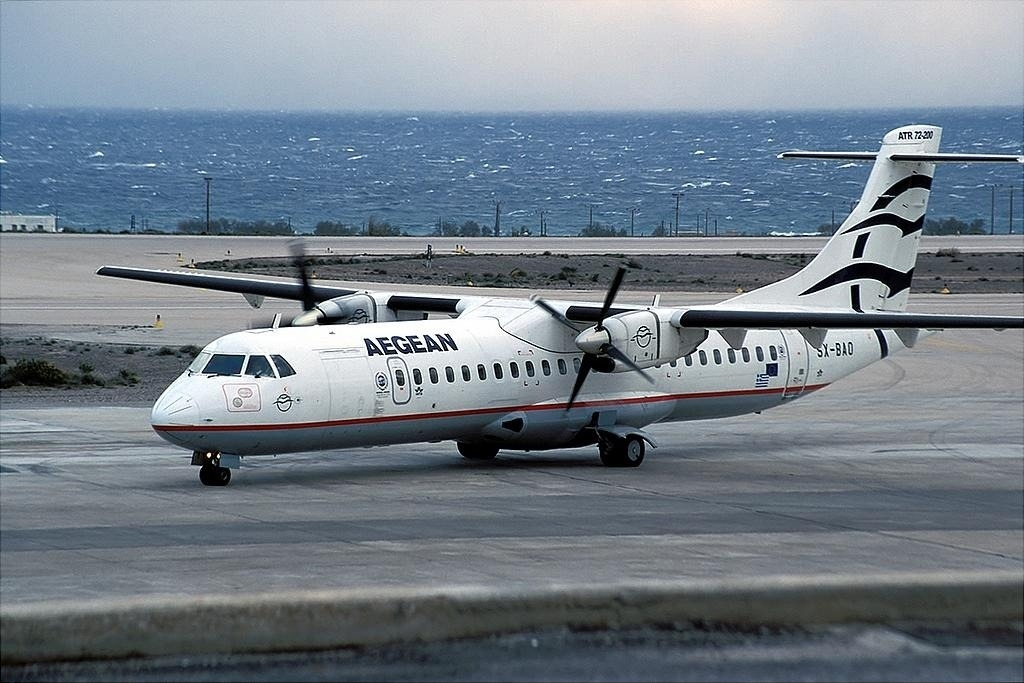
ATR 72-202/500
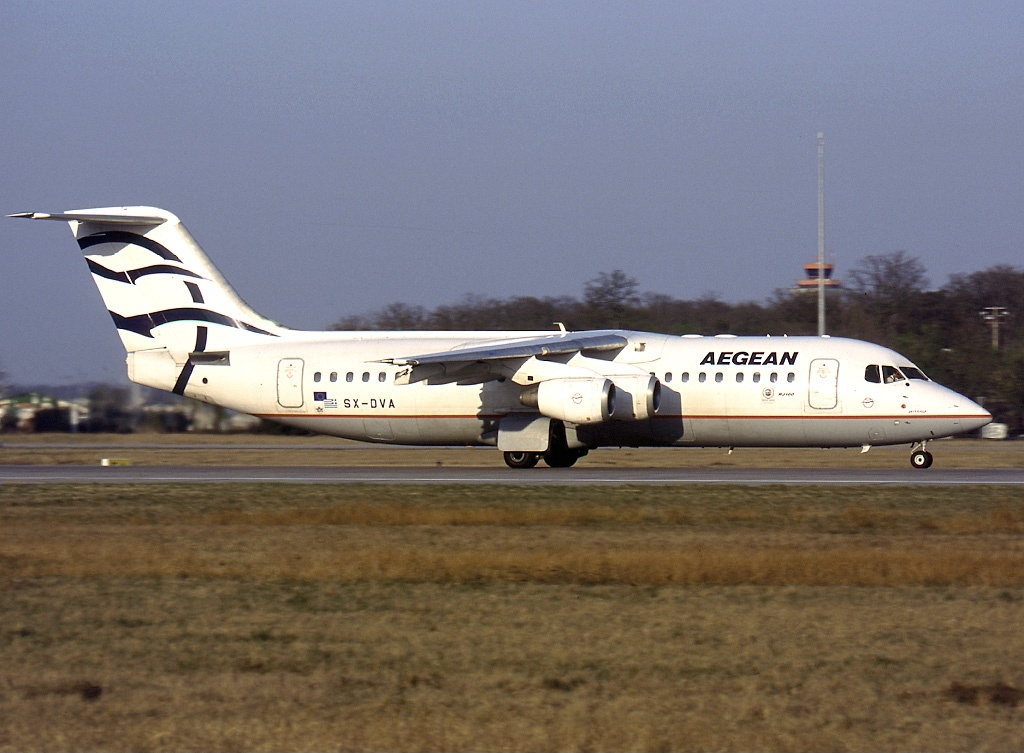
アブロ RJ100
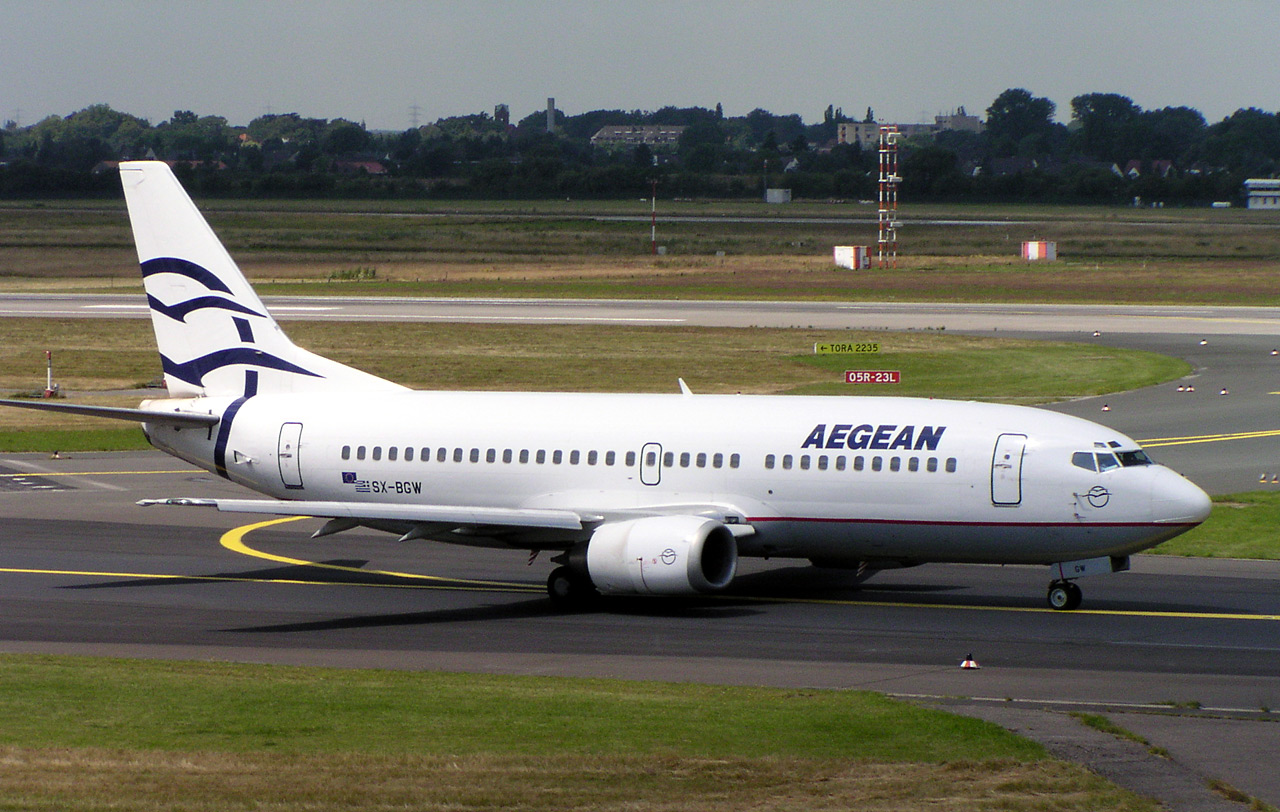
ボーイング737-300/400

- エアバスA319-100
- ATR 72-200
- アブロ RJ100
- ボーイング737-300

## 提携航空会社
エーゲ航空は以下の航空会社と提携を行っている。

### コードシェア
スターアライアンス加盟会社
- オーストリア航空
- エア・カナダ
- ブリュッセル航空
- エジプト航空
- エチオピア航空
- 吉祥航空
- LOTポーランド航空
- ルフトハンザドイツ航空
- シンガポール航空
- スイス インターナショナル エアラインズ
- ターキッシュ エアラインズ
- TAPポルトガル航空

その他の会社
- エア・バルティック
- アニマウィングス（英語版）
- エア・セルビア
- ブルガリア航空
- ディスカバー・エアラインズ
- エミレーツ航空
- ユーロウィングス
- ガルフ・エア
- クウェート航空
- サウディア（スカイチーム）
- ボロテア

### ヴァーチャル・インターライン・パートナーズ
- エア・トランザット
- イージージェット
- スクート
- ブエリング航空

## 受賞歴
- 2009年 – Skytrax Top Regional Airline in Europe
- 2011年 – Skytrax Top Regional Airline in Europe
- 2012年 – Skytrax Top Regional Airline in Europe
- 2013年 – Skytrax Top Regional Airline in Europe

## マイルズ＋ボーナス
2014年11月24日より以前のマイルズアンドボーナスから内容の変更があり、名称もマイルズプラスボーナスと変更された。
かつてはスターアライアンスの上位ステータス取得ハードルが低い事で知られたが、ルール改編によりその状況も変わった。
シルバーティアになるためには、12ヶ月以内にエーゲ航空またはオリンピック航空に2回かつ12000マイルの獲得をするか、12ヶ月以内に24000マイルの獲得が必要。(スターアライアンスシルバー)、ゴールドティアになるには12ヶ月以内にエーゲ航空またはオリンピック航空に4回かつ24000マイルの獲得をするか、12ヶ月以内に48000マイルの獲得が必要(スターアライアンスゴールド)となる。
これらのステータスを維持するためには、シルバーティアは12ヶ月以内にエーゲ航空かオリンピック航空に2回搭乗し、かつ8000マイルを獲得すること、または12ヶ月以内に16000マイルを獲得すること、ゴールドティアは12ヶ月以内にエーゲ航空かオリンピック航空に4回搭乗し、かつ12000マイルを獲得すること、または12ヶ月以内に24000マイルを獲得することが条件となっている。